# Березовка (Зілаїрський район)
Бере́зовка (рос. Берёзовка, башк. Березовка) — присілок у складі Зілаїрського району Башкортостану, Росія. Входить до складу Кананікольської сільської ради.
Населення — 77 осіб (2010; 122 в 2002).
Національний склад:
- росіяни — 94%